# Женская волейбольная Евролига 2013
5-й розыгрыш женской волейбольной Евролиги — международного турнира по волейболу среди женских национальных сборных стран-членов ЕКВ — проходил с 14 июня по 14 июля 2013 года с участием 8 команд. Финальный этап был проведён в Варне (Болгария). Победителем впервые стала сборная Германии. 

## Команды-участницы
Бельгия, Болгария, Венгрия, Германия, Израиль, Румыния, Сербия, Турция.

## Система проведения розыгрыша
Соревнования состояли из предварительного и финального этапов. На предварительном этапе 8 команд-участниц были разбиты на две группы. В группах команды играли в четыре круга по туровой системе. В финальный этап вышли по две лучшие команды из групп. Финальный этап проводился по системе плей-офф. 
Был опробован новый формат проведения матчей: партии (кроме пятой) продолжались не до 25, а до 21 очка с одним вместо двух технических тайм-аутов (при наборе одной из команд 12 очков).
За победы со счётом 3:0 и 3:1 команды получали по 3 очка, за победы 3:2 — по 2 очка, за поражения 2:3 — по 1 очку, за поражения 0:3 и 1:3 очки не начислялись.

## Предварительный этап
В колонках В (выигрыши) в скобках указано число побед со счётом 3:2, в колонке П (поражения) — поражений со счётом 2:3.

### Группа А
| М | Команда  | 1               | 2               | 3               | 4               | И  | В     | П      | С/П   | О  |
| - | -------- | --------------- | --------------- | --------------- | --------------- | -- | ----- | ------ | ----- | -- |
| 1 | Болгария |                 | 2:3 3:2 2:3 3:0 | 1:3 3:1 2:3 3:1 | 3:0 3:1 3:1 3:1 | 12 | 8 (1) | 4 (4)  | 32:19 | 27 |
| 2 | Румыния  | 3:2 2:3 3:2 0:3 |                 | 1:3 3:0 3:1 3:2 | 1:3 3:2 3:0 3:2 | 12 | 8 (5) | 4 (1)  | 28:23 | 20 |
| 3 | Турция   | 3:1 1:3 3:2 1:3 | 3:1 0:3 1:3 2:3 |                 | 3:2 0:3 3:1 3:0 | 12 | 6 (3) | 6 (1)  | 23:26 | 16 |
| 4 | Венгрия  | 0:3 1:3 1:3 1:3 | 3:1 2:3 0:3 2:3 | 2:3 3:0 1:3 0:3 |                 | 12 | 2     | 10 (3) | 16:31 | 9  |

1-й тур. 14—16 июня.  Бурса.
14 июня. Румыния — Болгария 3:2 (19:21, 21:16, 21:19, 14:21, 15:12); Турция — Венгрия 3:2 (20:22, 21:14, 15:21, 21:13, 15:6).
15 июня. Болгария — Венгрия 3:0 (21:10, 21:16, 21:17); Турция — Румыния 3:1 (21:11, 21:19, 14:21, 21:10).
16 июня. Венгрия — Румыния 3:1 (21:18, 21:17, 13:21, 21:17); Турция — Болгария 3:1 (7:21, 13:21, 26:24, 21:18, 15:6).
2-й тур. 21—23 июня.  Кечкемет.
21 июня. Румыния — Турция 3:0 (21:15, 21:18, 21:16); Болгария — Венгрия 3:1 (21:11, 23:25, 21:15, 21:7).
22 июня. Болгария — Румыния 3:2 (18:21, 21:15, 24:22, 15:21, 15:11); Венгрия — Турция 3:0 (21:17, 21:16, 21:16).
23 июня. Болгария — Турция 3:1 (12:21, 21:15, 21:17, 21:14); Румыния — Венгрия 3:2 (19:21, 21:15, 17:21, 21:11, 15:10).
3-й тур. 28—30 июня.  Крайова.
28 июня. Турция — Болгария 3:2 (19:21, 13:21, 21:18, 21:15, 15:10); Румыния — Венгрия 3:0 (21:14, 21:16, 21:9).
29 июня. Турция — Венгрия 3:1 (15:21, 21:17, 21:15, 21:18); Румыния — Болгария 3:2 (21:13, 16:21, 17:21, 21:17, 15:10).
30 июня. Болгария — Венгрия 3:1 (21:15, 21:16, 17:21, 21:17); Румыния — Турция 3:1 (21:17, 19:21, 23:21, 21:19).
4-й тур. 4—6 июля.  Варна.
4 июля. Турция — Венгрия 3:0 (21:18, 21:14, 21:16); Болгария — Румыния 3:0 (21:11, 21:9, 21:15).
5 июля. Румыния — Турция 3:2 (13:21, 21:12, 21:23, 21:11, 15:12); Болгария — Венгрия 3:1 (21:12, 21:12, 20:22, 21:14).
6 июля. Румыния — Венгрия 3:2 (13:21, 21:12, 21:23, 21:11, 15:12); Болгария — Турция 3:1 (21:17, 21:17, 18:21, 21:14).

### Группа В
| М | Команда  | 1               | 2               | 3               | 4               | И  | В      | П     | С/П   | О  |
| - | -------- | --------------- | --------------- | --------------- | --------------- | -- | ------ | ----- | ----- | -- |
| 1 | Бельгия  |                 | 3:2 3:0 2:3 0:3 | 3:1 3:0 3:2 3:0 | 3:0 3:0         | 12 | 10 (2) | 2 (1) | 32:11 | 29 |
| 2 | Германия | 2:3 0:3 3:2 3:0 |                 | 2:3 3:0 3:1 2:3 | 3:0 3:0 3:1 3:1 | 12 | 8 (1)  | 4 (3) | 30:17 | 26 |
| 3 | Сербия   | 1:3 0:3 2:3 0:3 | 3:2 0:3 1:3 3:2 |                 | 3:0 3:0 3:0 3:1 | 12 | 6 (2)  | 6 (1) | 22:23 | 17 |
| 4 | Израиль  | 0:3 0:3         | 0:3 0:3 1:3 1:3 | 0:3 0:3 0:3 1:3 |                 | 12 | 0      | 12    | 3:36  | 0  |

1-й тур. 14—16 июня.  Лёвен.
14 июня. Германия — Израиль 3:0 (21:14, 21:13, 25:23); Бельгия — Сербия 3:1 (20:22, 21:8, 21:11, 21:18).
15 июня. Сербия — Израиль 3:0 (21:15, 21:18, 21:19); Бельгия — Германия 3:2 (15:21, 21:17, 21:19, 16:21, 15:9).
16 июня. Сербия — Германия 3:2 (21:19, 21:16, 12:21, 15:21, 15:12); Бельгия — Израиль 3:0 (21:6, 21:12, 22:20).
2-й тур. 21—23 июня.  Суботица.
21 июня. Германия — Израиль 3:0 (21:13, 21:10, 21:16); Бельгия — Сербия 3:0 (21:12, 22:20, 21:18).
22 июня. Бельгия — Германия 3:0 (21:17, 21:17, 21:17); Сербия — Израиль 3:0 (21:18, 24:22, 21:15).
23 июня. Бельгия — Израиль 3:0 (21:12, 21:17, 21:15); Германия — Сербия 3:0 (21:7, 21:16, 21:9).
3-й тур. 28—30 июня.  Гамбург.
28 июня. Бельгия — Сербия 3:2 (21:18, 18:21, 18:21, 21:14, 15:13); Германия — Израиль 3:1 (21:12, 21:11, 17:21, 21:16).
29 июня. Сербия — Израиль 3:0 (21:16, 21:14, 21:12); Германия — Бельгия 3:2 (21:13, 18:21, 18:21, 21:19, 15:12).
30 июня. Бельгия — Израиль 3:0 (21:13, 21:10, 21:15); Германия — Сербия 3:1 (21:10, 17:21, 21:19, 21:18).
4-й тур. 4—6 июля.  Раанана.
4 июля. Сербия — Израиль 3:1 (14:21, 21:12, 21:16, 21:12); Германия — Бельгия 3:0 (21:15, 21:14, 21:19).
5 июля. Сербия — Германия 3:2 (18:21, 21:16, 19:21, 21:19, 15:7); Бельгия — Израиль 3:0 (23:21, 21:16, 21:7).
6 июля. Бельгия — Сербия 3:0 (21:12, 21:16, 21:19); Германия — Израиль 3:1 (21:11, 21:15, 15:21, 21:13).

## Финал четырёх
13—14 июля 2012.  Варна
Участники:
 Болгария 

 Бельгия 

 Германия 

 Румыния

### Полуфинал
13 июля
 Бельгия —  Румыния
3:0 (21:16, 22:20, 21:15).
 Германия —  Болгария
3:0 (21:17, 21:10, 21:19).

### Матч за 3-е место
14 июля
 Болгария —  Румыния
3:0 (21:16, 21:14, 21:14).

### Финал
| 14 июля 2013 | \| Германия \| 3:2 cev.eu \| Бельгия \| \| Корина Сушке-Фойгт (1) Денизе Ханке (6) Хайке Байер (4) Кристиане Фюрст (6) Маргарета Козух (20) Марен Бринкер (13) Лиза Томсен (л) Ленка Дюрр (л) Катлин Вайсс (2) Аня Брандт (3) Саския Гиппе Дженнифер Гертис (6) \| Голы \| Ангье Бланд (8) Лизе ван Хеке (16) Эльс Вандестене (6) Фрея Альбрехт (11) Фрауке Дирикс (5) Шарлотте Лейс (12) Валери Куртуа (л) Илка ван де Вивер (1) Нина Колман (2) Гвендолин Ореманс \| | Варна Дворец культуры и спорта «Варна» 350 зрителей |
| Счёт по партиям — 14:21, 21:16, 15:21, 21:14, 15:7. Время матча — 1 час 29 минут. Судьи: Душан Годон, Якобус Нидерхуд                                                                                                | | |
| Германия | 3:2 cev.eu | Бельгия |
| Корина Сушке-Фойгт (1) Денизе Ханке (6) Хайке Байер (4) Кристиане Фюрст (6) Маргарета Козух (20) Марен Бринкер (13) Лиза Томсен (л) Ленка Дюрр (л) Катлин Вайсс (2) Аня Брандт (3) Саския Гиппе Дженнифер Гертис (6) | Голы | Ангье Бланд (8) Лизе ван Хеке (16) Эльс Вандестене (6) Фрея Альбрехт (11) Фрауке Дирикс (5) Шарлотте Лейс (12) Валери Куртуа (л) Илка ван де Вивер (1) Нина Колман (2) Гвендолин Ореманс |

## Итоги

### Положение команд
| Германия     |
| Бельгия      |
| Болгария     |
| 4. Румыния   |
| 5—6. Сербия  |
| 5—6. Турция  |
| 7—8. Венгрия |
| 7—8. Израиль |

### Призёры
Германия: Ленка Дюрр, Катлин Вайсс, Денизе Ханке, Марен Бринкер, Аня Брандт, Корина Сушке-Фойгт, Кристиане Фюрст, Хайке Байер, Саския Гиппе, Маргарета Козух, Лиза Томсен, Дженнифер Гертис. Главный тренер — Джованни Гуидетти.  
  Бельгия: Нина Колман, Фрауке Дирикс, Валери Куртуа, Шарлотте Лейс, Гвендолин Ореманс, Фрея Альбрехт, Лизе ван Хеке, Эльс Вандестене, Ангье Бланд, Илка ван де Вивер, Лор Жиль, Кая Гробельна. Главный тренер — Герт ван де Брук. 
  Болгария: Диана Ненова, Десислава Николова, Лора Китипова, Добриана Рабаджиева, Цветелина Заркова, Габриэла Коева, Христина Русева, Мария Каракашева, Мария Филипова, Славина Колева, Элица Василева, Страшимира Филипова. Главный тренер — Марчелло Аббонданца.

### Индивидуальные призы
MVP:  Шарлотте Лейс
Лучшая нападающая:  Марагарета Козух
Лучшая блокирующая:  Фрея Альбрехт
Лучшая на подаче:  Денизе Ханке
Лучшая на приёме:  Мария Каракашева
Лучшая связующая:  Фрауке Дирикс
Лучшая либеро:  Ленка Дюрр
Самая результативная:  Марагарета Козух